# Erin Schuman
Erin Margaret Schuman est une psychologue et neurobiologiste américaine née le 15 mai 1963 à San Gabriel, en Californie. Elle est directrice de l'Institut Max-Planck pour la recherche sur le cerveau à Francfort-sur-le-Main.

## Biographie
Erin Schuman a obtenu un baccalauréat en psychologie à l'université de Californie du Sud en 1985 et un philosophiæ doctor à l'Université de Princeton en 1990 sous la direction de Joseph Farley et Gregory A. Clark. en neurosciences. En tant que chercheuse postdoctorale, elle a travaillé avec Daniel V. Madison à l'université Stanford, puis elle obtient une chaire de biologie au California Institute of Technology (Caltech) en 1993. De 1997 à 2009, Erin Schuman a également mené des recherches au Howard Hughes Medical Institute (HHMI). Depuis 2009, Schuman travaille à l'Institut Max-Planck pour la recherche sur le cerveau qu'elle dirige et, depuis 2015, elle est également professeur de biologie à l'université Johann Wolfgang Goethe de Francfort-sur-le-Main.
Selon Google Scholar Schuman a un indice h de 90, et selon la base de données Scopus un index de 76 (en mai 2024).

## Sujets de recherche
Schuman et ses collègues étudient les problèmes de plasticité neuronale, du transcriptome et du protéome des synapses, protéostase des synapses et du stockage de l'information par les synapses et les circuits neuronaux . Elle a pu prouver que la biosynthèse des protéines a lieu dans les dendrites. Elle utilise des rats et des poissons zèbres comme organismes modèles.

## Distinctions
- 2020 : Prix Louis-Jeantet pour la Médecine avec Graziella Pellegrini et Michele De Luca
- 2022 : Prix Rosenstiel
- 2022 : FEBS|EMBO Women in Science Award[1]
- 2023 : Brain Prize[2]
- 2024 : Prix scientifique européen Körber[3]

## Sociétés scientifiques
- 2014 : Organisation européenne de biologie moléculaire (EMBO)
- 2017 : Académie allemande des sciences naturelles Leopoldina
- 2017 : Academia Europaea
- 2020 : Académie nationale des sciences
- 2023 : Académie américaine des arts et des sciences
- 2024 : Royal Society (membre étranger)